# اینگوار پتترسون (ورزشکار)
اینگوار پتترسون (انگلیسی: Ingvar Pettersson؛ ۱۹ ژانویه ۱۹۲۶ – ۲ ژوئیه ۱۹۹۶) ورزشکار دو و میدانی اهل سوئد بود.
وی در مسابقات کشوری و بین‌المللی در مجموع برندهٔ ۱ مدال برنز شده‌است.